# Тайра

Видозмінена емблема мон роду Тайра лінії Камму — метелик з піднятими крилами

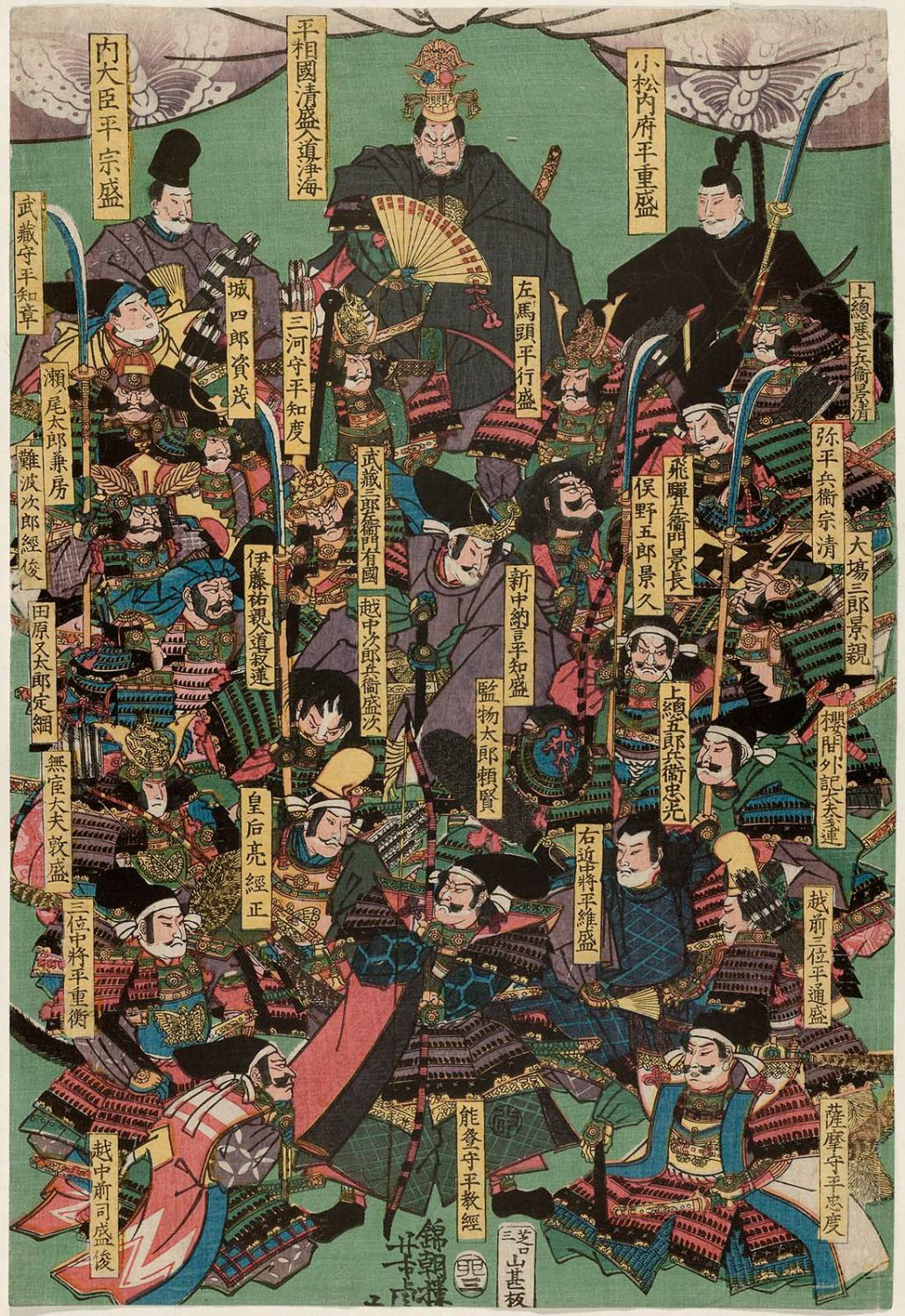
Воїни клану Тайра від Утагава Йошитора

Тайра (яп. 平 — рівність) — група родів стародавньої і середньовічної Японії, що походила від дітей імператорів, яким було відмовлено у статусі принців і переведено до розряду підданих шляхом надання прізвища «Тайра» (平  «рівність») і титулу «асон» (朝臣  «слуга династії»). Ці роди також відомі як Хейсі (平氏 — «рід/роди Тайра») або Хейке (平家 — «дім/доми Тайра»). Хоча спочатку Тайра мали престижний статус аристократичної родини, вони швидко перетворилися на самураїв через постійне виконання воєнних завдань столичного уряду.
Існувало декілька родів, які носили ім'я Тайра, однак найвідомішим з них був так званий рід Камму Тайра. Він походив від праонуків імператора Камму (781—806), яким у 825 році, вперше  в історії Японії, було надано прізвище «Тайра». Впродовж тривалого історичного часу цьому роду вдалося зібрати достатньо сил, аби у другій половині 12 століття перехопити владу у японської аристократії.
Представник Камму Тайра, Тайра но Кійоморі, став першим самурайським диктатором країни. Саме від нього бере початок японська традиція, за якою головними управителями держави ставали винятково професійні військові. Проте диктатура Кійоморі не витримала випробування часом. Вона була знищена за два покоління у результаті війни з самурайським родом Мінамото у 1180—1885 роках.
Оповідання про розквіт і занепад родини Тайра міститься у шедеврі японської середньовічної літератури «Хейке моноґатарі».
Окрім Тайра лінії імператора Камму, існували інші однойменні роди, які походили від нащадків імператорів Нінмьо (810—850), Монтоку (827—858) і Коко (830—887).
Відомою представницею цього клану була поетеса Тайра но Чюші.
У пізньому середньовіччі серед самураїв було популярним відносити своїх пращурів до роду Тайра, наряду з родами Мінамото, Фудзівара і Татібана.

## Гілки
- Тайра гілки Камму — 桓武平氏 — походить від принців, дітей 50-го імператора Камму.
- Тайра гілки Німмьо — 仁明平氏 — походить від принців, онуків 54-го імператора Німмьо.
- Тайра гілки Монтоку — 文徳平氏 — походить від принців, дітей 55-го імператора Монтоку.
- Тайра гілки Коко — 光孝平氏 — походить від принців, онуків 58-го імператора Коко.